# Arhopala leo
Arhopala leo är en fjärilsart som beskrevs av Druce 1894. Arhopala leo ingår i släktet Arhopala och familjen juvelvingar. Inga underarter finns listade i Catalogue of Life.